# Gare de San Joaquin Street
La  gare de San Joaquin Street (ou Stockton – San Joaquin Street (Amtrak station)) est une gare ferroviaire des États-Unis située à Stockton en Californie; Elle est desservie par Amtrak. C'est une gare avec personnel.

## Histoire
Elle est mise en service en 1900.

## Service des voyageurs

### Desserte
- Ligne d'Amtrak[1] :
  - Le San Joaquins: Oakland - Bakersfield